# Хэмилтон, Маргарет
Маргарет Хэмилтон (англ. Margaret Hamilton, 9 декабря 1902 — 16 мая 1985) — американская актриса, наиболее известная по роли Злой ведьмы Запада в фильме «Волшебник страны Оз» 1939 года.

## Биография

### Юные годы
Маргарет родилась в Кливленде, штат Огайо, 9 декабря 1902 года в семье Уолтера Дж. Хэмилтона и его жены Дженни Адамс. Её дебют на театральной сцене состоялся в 1923 году. Прежде чем окончательно стать актрисой, Маргарет работала учительницей. Среди её учеников были будущие актёры Уильям Уиндом и Джим Бакус. После переезда на Восточный берег США она стала работать воспитательницей детского сада в небольшом городке Рай в штате Нью-Йорк.
В июне 1931 года Маргарет вышла замуж за Пола Бойнтона Масерва, от которого она родила сына. В том же году она решила вновь заняться актёрской карьерой и дебютировала на одной из театральных сцен Нью-Йорка. С развитием карьеры её брак стал постепенно разваливаться, и в 1938 году пара развелась. У Маргарет есть трое внуков: Кристофер, Скотт и Маргарет. В дальнейшем она больше никогда не выходила замуж. В 1933 году Хэмилтон дебютировала в кино в фильме «Зоопарк в Будапеште». Позже она снялась в фильмах «Путь вниз на восток» (1935), «Эти трое» (1936), «Живём один раз» (1937), «Саратога» (1937), «Ничего святого» (1937), «Четверо — это банда» (1938), «Приключения Тома Сойера» (1938) и других. На экране она в основном воплощала образ старой девы, чрезвычайно прагматичной дурнушки, идя при этом в контраст со стереотипными красотками Голливуда. Маргарет старалась работать на пределе возможностей, чтобы обеспечить себя и своего сына. При этом она никогда не заключала контракт с какой-либо киностудией и оценивала свою работу в кино в 1000 долларов в неделю.

### Успех
В 1939 году Маргарет Хэмилтон сыграла Злую ведьму Запада в знаменитом фильме «Волшебник страны Оз», исполнив при этом свою самую знаменитую роль в кино, а также воплотив на экране один из самых запоминающихся образов злодеев. Первоначально на роль планировали взять Гейл Сондергард, но она отказалась появиться на экране в безобразном обличии. Во время съёмок Маргарет получила ожог второй степени на лице и ожог третьей степени на руке и шесть недель была вынуждена проходить лечение в больнице, а затем — дома, где её однажды навестила Джуди Гарленд, исполнительница роли Дороти. Прежде чем вернуться на съемочную площадку, чтобы завершить свою работу над фильмом, она отказалась работать с огнем. Придя в себя, она сказала: 

«Я не буду подавать в суд, потому что знаю, как работает этот бизнес. Я вернусь к работе при одном условии — больше никаких фейерверков!»
Руководство студии вырезало некоторые из сцен с Гамильтон, опасаясь, что они слишком сильно напугают детей. Во время одного из интервью Маргарет рассказала об этой роли:

«В то время я нуждалась в деньгах и уже сыграла в шести картинах студии MGM. Однажды мне позвонил мой агент и сказал: „Мэгги, они хотят, чтобы ты играла в Волшебнике страны Оз“. Я сказала себе: „О боже, Волшебник из Страны Оз! Это моя любимая книга с четырех лет“. Я спросила его, какую роль, и он ответил: „Роль ведьмы“, я спросила: „Ведьмы?!“, а он ответил: „Ну кого же ещё?“».
Хэмилтон продолжала много сниматься в кино до начала 1950-х годов, появившись в фильмах «Красотки в доспехах» (1939), «Женщина-невидимка» (1940), «Сумасшедшая среда, или Грех Гарольда Диддлбока» (1947), «Состояние единства» (1948), «Стремясь высоко» (1950) и многих других. После этого она всего несколько раз появилась на большом экране в фильмах «13 призраков» (1960), «Дневной мечтатель» (1966), «Ангел у меня в кармане» (1969) и «Плёнки Андерсона» (1971).

### Последние годы
В 1960-х и 1970-х годах Маргарет работала в основном на телевидении. У неё были роль в сериалах «Как вращается мир», «Театр 90», «Семейка Аддамс», «Семья Партридж», а также в «Лу Грант», где в 1982 году она исполнила свою последнюю роль. Также запоминающимся стал её образ в телевизионной рекламе кофе «Maxwell House».
Большую часть своей жизни Маргарет прожила в Нью-Йорке, а будучи уже пожилой женщиной, перебралась в калифорнийский город Портервилль. Последние годы жизни Хэмилтон провела в городке Салисбери в Коннектикуте, находясь при этом в слабоумном состоянии. Там она и умерла 16 мая 1985 года в возрасте 82 лет.
В 2005 году фраза Хэмилтон из фильма «Волшебник страны Оз» «Я тебе покажу, моя милая! И твоей собачонке тоже!» была включена под номером 99 в список «100 величайших кинофраз за 100 лет по версии AFI».

## Избранная фильмография
| Год       |   | Русское название | Оригинальное название | Роль         |
| --------- | - | ---------------- | --------------------- | ------------ |
| 1965—1966 | с | Семейка Аддамс   | The Addams Family     | Хестер Фрамп |